# CHa-5

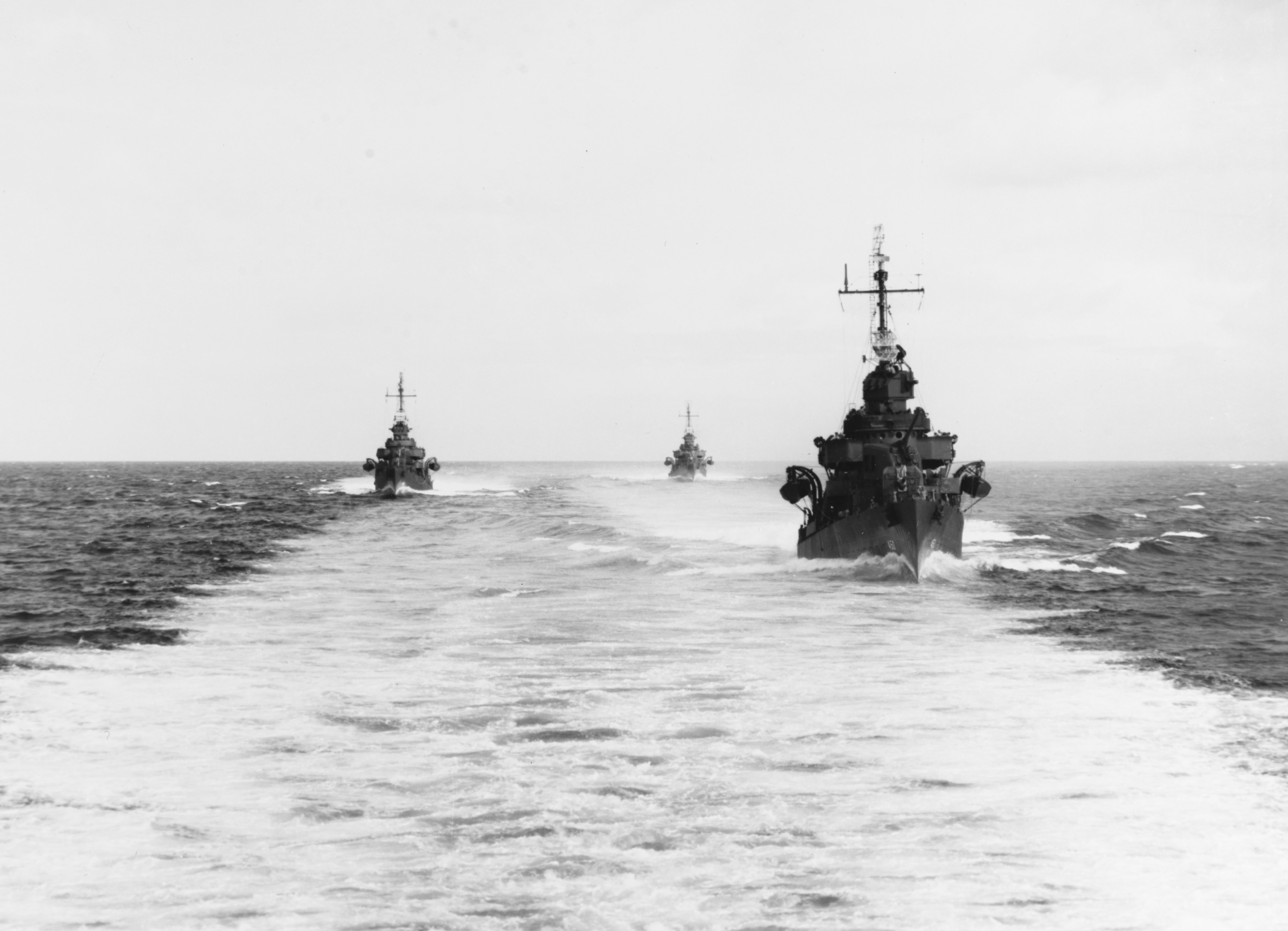
Есмінці USS O'Bannon, USS Chevalier та USS Taylor сфотографовані з USS Nicholas біля острова Велья-Лавелья 15 серпня 1943-го, за кілька діб до знищення цим загоном мисливців CHa-5 та CHa-12

CHa-5 — мисливець за підводними човнами Імперського флоту Японії, який взяв участь у Другій світовій війні.
CHa-5 належав до серії допоміжних мисливців, споруджених з використанням можливостей малих суднобудівних підприємств. Ці кораблі мали дерев'яний корпус та при зникненні зацікавленості в них зі сторони збройних сил мали бути перетворені на риболовецькі судна.
Спорудження корпусу CHa-5 здійснили на верфі в Хаясікане (Hayashikane), а його оснащення озброєнням провели на верфі ВМФ у Сасебо.
З березня 1943-го корабель ніс службу в районі порту Сасебо, а в червні був призначений для переводу до Меланезії. 2—21 липня CHa-5 пройшов у конвої № 3702B з Йокосуки до Труку (розташована в центральній частині Каролінських островів головна японська базу в Океанії), а потім перейшов до Рабаула (головна передова база в архіпелазі Бісмарка, з якої здійснювались операції на Соломонових островах та сході Нової Гвінеї).
13—15 серпня 1943-го CHa-5 пройшов з Рабаула до якірної стоянки Шортленд (прикрита групою невеликих островів Шортленд акваторія біля узбережжя великого острова Бугенвіль, де відстоювались кораблі, перевантажували вантажі перед рейсами на схід Соломонових островів). На той час уже майже два місяці тривала битва за архіпелаг Нью-Джорджія і 15 серпня американці висадились на Велья-Лавелья (західна частина островів Нью-Джорджія), а японці готувались організувати на північному узбережжі Велья-Лавелья в Хораніу нову базу, що сталось 19 серпня. 17 серпня CHa-5 вийшов з Шортленду із завданням здійснити рейс до Хораніу. 18 серпня корабель разом з іншим мисливцем CHa-12 перебували у протоці між островами Шуазель та Велья-Лавелья, де були перехоплені та потоплені американськими есмінцями USS Nicholas, USS O'Bannon, USS Chevalier та USS Taylor.